# Nathalie Bruel
Nathalie Bruel (Asunción, 10 de noviembre de 1897-Yegros, 1957) fue una poetisa francoparaguaya, poco conocida en los círculos literarios de su país natal ya que escribió principalmente en francés, su lengua materna, y alejada de la capital. 

## Biografía
Nació en Asunción el 10 de noviembre de 1897, hija de un matrimonio francés, Jean Louis Bruel y Marcelle Pérés, quienes se instalaron en el pueblo de Yegros, en el departamento de Caazapá. Su padre falleció en 1915, muy apreciado entre sus vecinos alemanes de Yegros.
Entre 1921 y 1932 (11 años) vivió en el extranjero. Primero en Montevideo y luego en Buenos Aires. En ambas ciudades estudió pintura y escultura.
Publicó parte de sus obras en los periódicos El Orden y El Diario de Asunción y en La voz del Paraguay  en Rosario, Argentina. Nunca publicó un libro pero sí llegó a reunir sus obras en dos grupos: uno en francés, llamado Etincelles y otro en castellano bajo el título Dictados del Subconsciente.
Al fallecer su madre,  regresó a Paraguay en 1933 y se reinstaló en Yegros donde vivió hasta su fallecimiento en 1957. Siempre fue soltera y no tuvo descendientes.
La célebre escritora española asentada en Paraguay, Josefina Plá, se encargó de seleccionar y traducir sus poemas del francés al castellano para que pudiesen ser publicados bajo el título Antología en 1986, por la Editorial Alcántara de Asunción.

## Formación literaria
Entre sus lecturas confirmadas la gran mayoría fueron de autores franceses del siglo XIX como Lamartine, George Sand, Victor Hugo, Balzac, Daudet. Gautier, Anatole France, Bourdeau, Bourget y su favorito Pierre Loti. Entre los de lengua castellana leyó a Amado Nervo y Gabriela Mistral. Mantuvo correspondencia con la también poetisa francoparaguaya Renée Balansá, cuyos poemas pudieron haberle inspirado. Entre la literatura universal sus parientes reportaron que leyó Cuán verde era mi valle de Richard Llewellyn. La obra del periodista uruguayo Constancio Virgil influenció sus Dictados del Subconsciente.

## Honores
Existen dos calles en su honor, una en Yegros y otra en el barrio Republicano de Asunción.